# 장내구균과
장내구균과(Enterococcaceae)는 유산균목에 속한 그람 양성균의 한 과이다.
장내구균과에 속한 속으로는 장내구균(Enterococcus), 멜리소코커스(Melissococcus), 필리박터(Pilibacter), 테트라제노코커스(Tetragenococcus), 바고코커스(Vagococcus) 등이 있다. 대사산물로 젖산을 생산하는 여러 중요한 젖산균이 장내구균과로 분류되어 있다.